# Show Me Love (singolo Robin S.)
Show Me Love è il singolo d'esordio della cantante statunitense Robin S., pubblicato il 23 aprile 1993 come primo estratto dall'album omonimo.
Originariamente pubblicato nel 1990 nel Regno Unito, ci fu una riedizione nel 1992 sempre per il Regno Unito; arrivò infine al successo internazionale poi due anni dopo quando il disc jockey e produttore discografico svedese StoneBridge sfruttò la traccia realizzandone un remix.

## Video musicale
Il videoclip originale mostra Robin S. esibirsi in concerto.

## Classifiche
| Classifiche (1993/94) | Posizione |
| --------------------- | --------- |
| Australia             | 74        |
| Austria               | 15        |
| Belgio                | 9         |
| Francia               | 14        |
| Germania              | 11        |
| Paesi Bassi           | 13        |
| Regno Unito           | 6         |
| Stati Uniti           | 5         |

## Cover
Negli anni a seguire sono state realizzate numerose cover e remix da vari artisti internazionali tra cui Steve Angello e Laidback Luke nel 2008, Sam Feldt nel 2015, Rudeejay nel 2020 e molti altri.

## Altri utilizzi
Il cantante Jason Derulo ha incluso un campionamento del brano nel singolo Don't Wanna Go Home del 2011. La cantante Beyoncé ha interpolato la melodia del brano nel singolo Break My Soul del 2022.